# Régi magyar költők és írók listája
Ez a lista a régi magyar irodalom legnagyobb klasszikusait tartalmazza (a 18. század végéig) családi név szerinti betűrendben, születési és halálozási évvel.
Az 1800-as évek utáni magyar költők és írók között az alábbi lista alapján érdemes böngészni.
| Ábécé szerinti tartalomjegyzék                                                                           |
| --- |
| A, Á B C Cs D Dz Dzs E, É F G Gy H I, Í J K L Ly M N Ny O, Ó Ö, Ő P Q R S Sz T Ty U, Ú Ü, Ű V W X Y Z Zs |

## A, Á

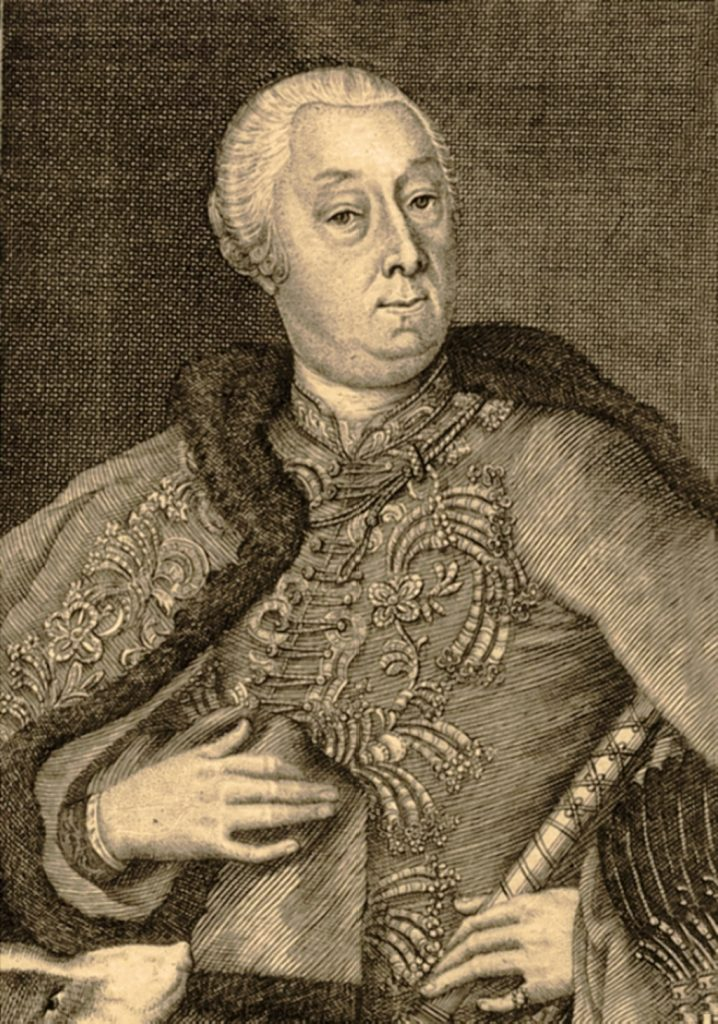
Amade László

- Ákon Ferenc (18. század)
- Amade Antal (1676–1737)
- Amadé Antal (18. század)
- Amade László (1703–1764)
- Andreas Pannonius (15. század)
- Anonymus (12–13. század)
- Ányos Pál (1756–1784)
- Apáczai Csere János (1625–1659)
- Apáti Ferenc (16. század)
- Apor Péter (1676–1752)
- Aranka György (1737–1817)
- Armbruster Kristóf (?-1600)

## B

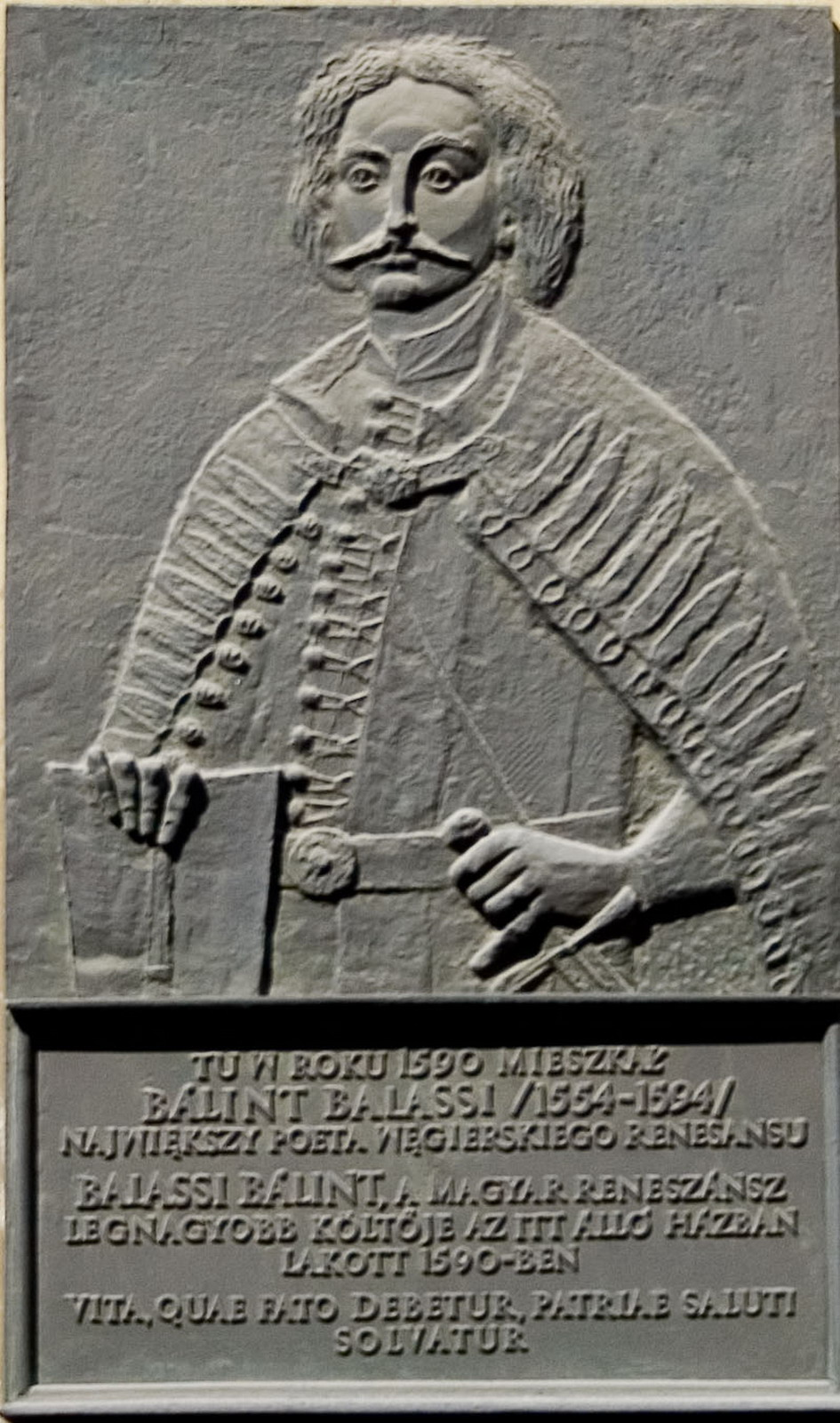
Balassi Bálint

- Baba Ferenc (1690 körül – 1740) író
- Babai Ferenc (1742–1778) jezsuita szerzetes, költő
- Balassa Bálint (1626–1684)
- Balassi Bálint (1554–1594) költő
- Balduin Dorottya Zsófia (1639–1685)
- Bálintitt János (?–1784)
- Balogh Zsigmond (17. század)
- Baranyai Pál (?–1545)
- Bárkányi Antal (?–1708)
- Báróczi Sándor (1735–1809)
- Baróti Szabó Dávid (1739–1819)
- Batizi András (1510–1546)
- Batsányi János (1763–1845)
- Beniczky Péter (1603–1664)
- Beregszászi Pál (17. század)
- Bessenyei György (1747–1811)
- Bessenyei Anna (1767?–1859?)
- Bethlen Kata (1700–1759)
- Bethlen Miklós (1642–1716)
- Biai Gáspár (16. század)
- Bocatius János (1549–1621)
- Bogáthi Fazekas Miklós (1548–1589)
- Bornemisza Miklós  (16. század első fele – 1603) énekszerző
- Bornemisza Péter (1535–1584)
- Brodarics István (1490–1539)
- Budai Ézsaiás (1766–1841)
- Budai Parmenius István (1555–1583)

## C
- Conradi Norbert (1718–1785)

## Cs
- Csanádi Adalbert (15–16. század)
- Csáky Imre (1672–1732)
- Csáthi Demeter (?–1542)
- Csenkeszfai Poóts András (1740–1812?)

## D
- Dálnoky Márton (18-19. század)
- Dayka Gábor (1769–1796)

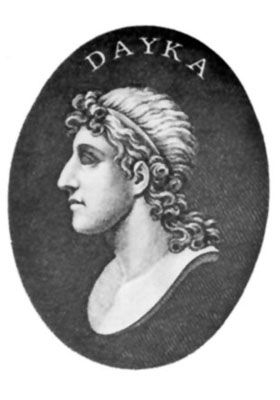
Dayka Gábor

- Debreceni Szappanos János (?–1614)
- Diószegi Sámuel (1761–1813)
- Divini István (17-18. század)
- Dobai András (16. század)
- Dobokai Mihály (16. század)
- Dóczi Ilona (16. század – 17. század) (Valószínűleg inkább Dóczi Zsuzsánna)
- Döme Károly (1768–1845)
- Dugonics András (1740–1818)
- Dudith András (1533–1589)

## E, É
- Ebeczky Mátyás (16. század)
- Eck Bálint (16. század)
- Édes Gergely (1763–1847)
- Endrődy János (1756–1827)
- Enyingi Török Imre (1464–1519)
- Esterházy Pál (nádor) (1635–1713)

## F
- Fabri Gergely (1718–1779)
- Faludi Ferenc (1704–1779)
- Farkas András költő (1770–1832)
- Farkas András (Andreas Lupus, 16. század) író
- Fejér György (1766–1851)
- Fekete János (1741–1803) császári és királyi kamarás, vezérőrnagy, költő
- Felvinczi György (1645–1716)
- Fogarasi Pap József (1744–1784)
- Foktövi János (1566 – 1619 és 1625 között) költő
- Földi János (1755–1801) orvos, természettudós, költő
- Fráter István (1630–1703)

## G
- Garázda Péter (1450?–1507)
- Geleji Katona István (1589–1649)
- Gergei Albert (16. század)
- Geszti László (16. század)
- Gvadányi József (1725–1801)

## Gy

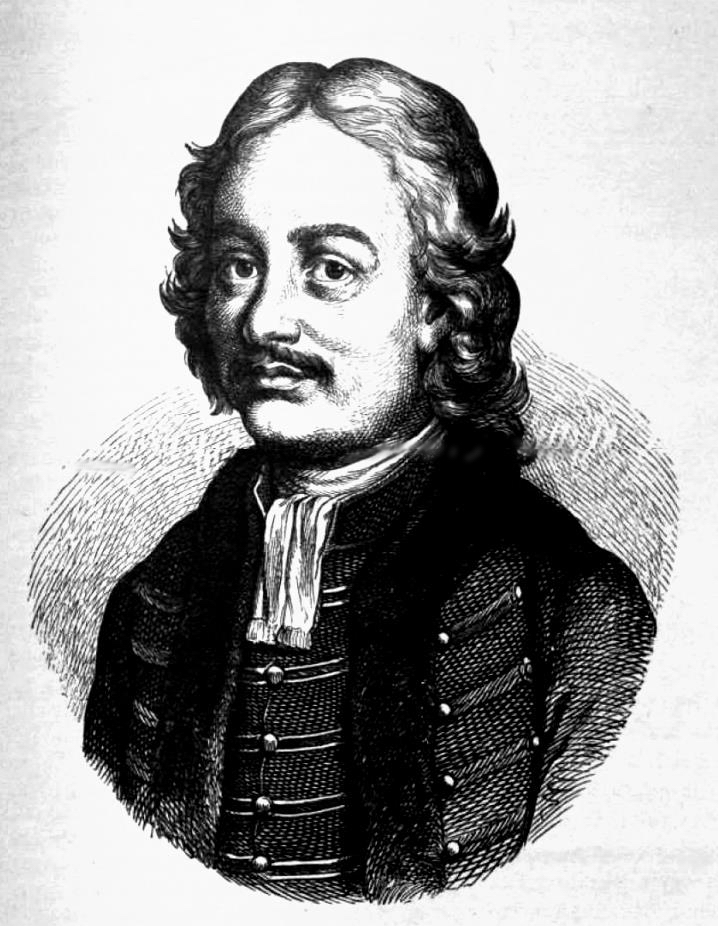
Gyöngyösi István

- Gyöngyösi István (1629–1704)
- Gyöngyössi János (1741–1818)

## H
- Hajnal Mátyás (1578–1644) jezsuita író
- Heltai Gáspár (1490 vagy 1510–1574)
- Huszár Gál (1512–1575)

## I
- Ilosvai Selymes Péter (16. század)
- Illei János (1725-1794)
- Istvánffy Miklós (1538–1615)

## J

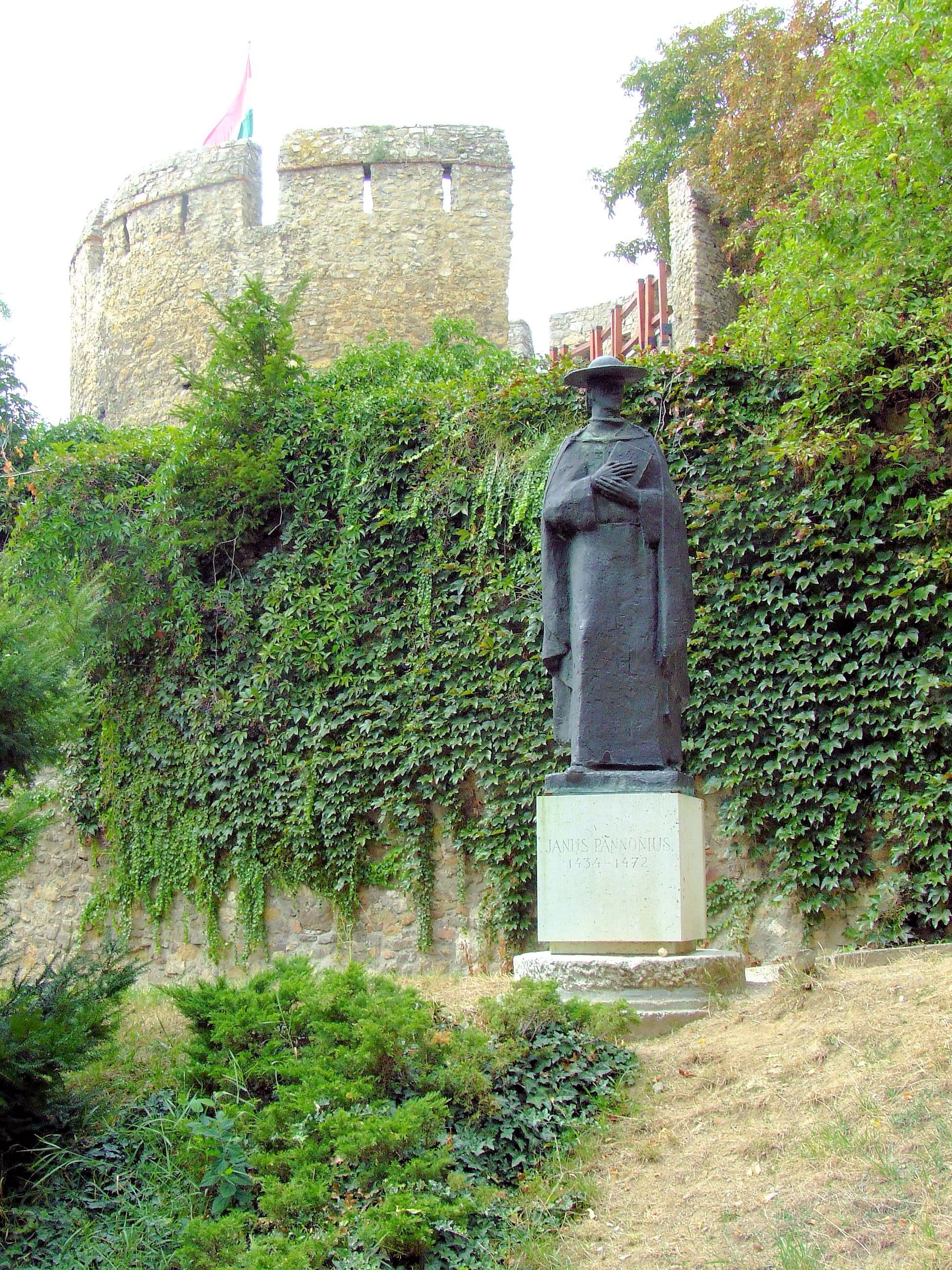
Janus Pannonius

- Janus Pannonius (1434–1472)

## K
- Kájoni János (1629–1687)
- Káldi György (1572–1634)
- Kálay Kopasz Pál (17. század)
- Kalmár György (1726 – 1781 után)
- Kármán József (1769–1795)
- Károli Gáspár (1529–1591)
- Kanizsai Pálfi János (?–1641)
- Kassai András (1630–?)
- Káthay Mihály (?–1607)

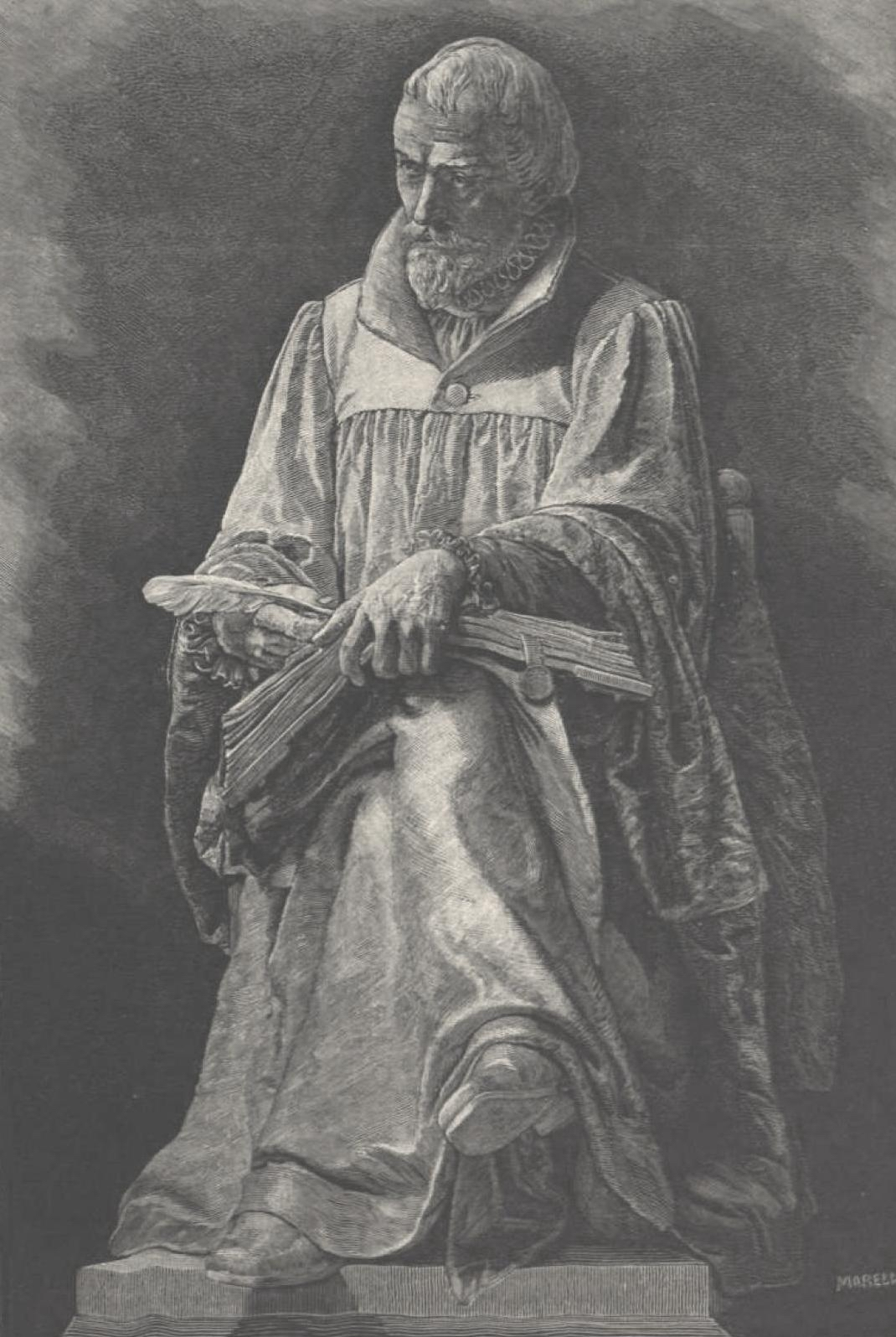
Károli Gáspár

- Kazinczy Ferenc (1759–1831) író, költő, nyelvész
- Kecskeméti Vég Mihály (16. század)
- Kemény János (1607–1662) erdélyi fejedelem
- Kézai Simon (13. század)
- Kis János (1770–1846)
- Koháry István (1649–1731)
- Kopcsányi Márton (1579–1638)
- Kováts József (1780–1809)
- Köleséri Sámuel (1629–1683)
- Körtvélyesi János (?–1625)
- Kőszeghy Pál (1665–1703)
- Kreskay Imre Tamás (1748–1809) pap, költő

## L
- Lancsics Bonifác (1674–1737)
- Ládonyi Sára (XVI. század)
- Laskai Osvát (1450?–1511)
- Lépes Bálint (1571–1632)
- Listi László (1628?–1662)

## M
- Madách Gáspár (1590–1641)
- Magyi János (15. század)
- Mátyási József (1765–1849)

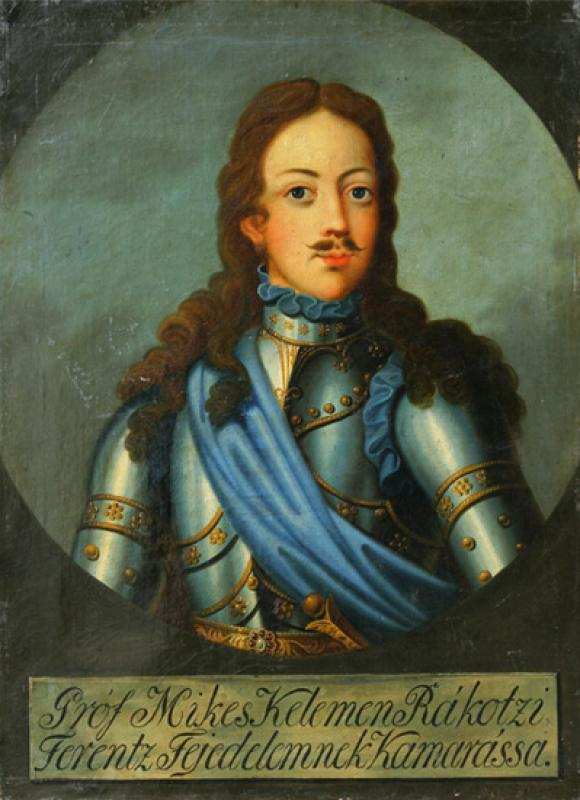
Mikes Kelemen

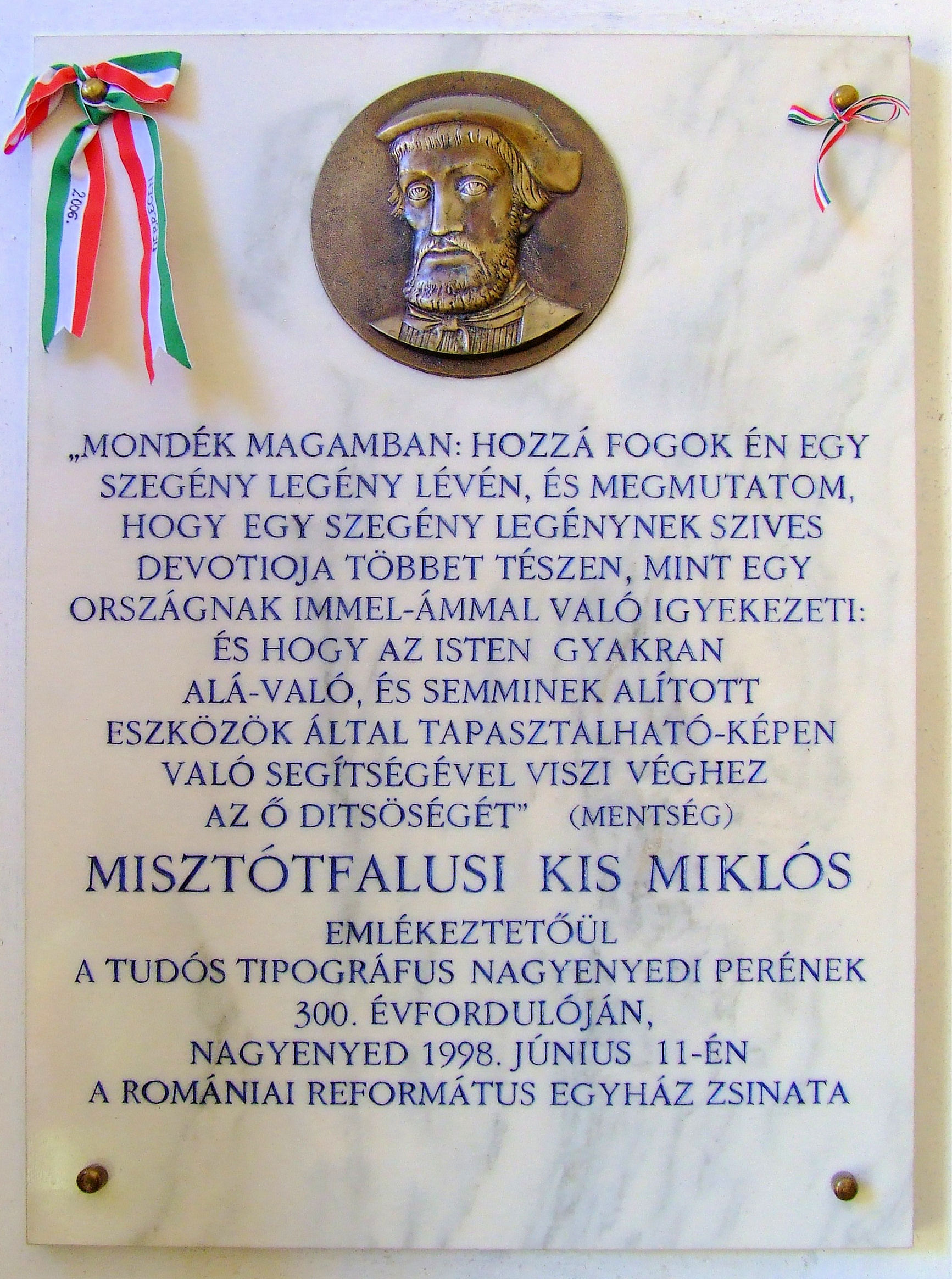
Misztótfalusi Kis Miklós

- Medgyesi Pál (1604–1663) református lelkész, teológus, író
- Megyericsei János (1470–1517)
- Méhes György (1746–1809) bölcseleti doktor, református főiskolai tanár, író
- Mikes Kelemen (1690–1761)
- Miskolczi Csulyak István (1575–1645)
- Misztótfalusi Kis Miklós (1650–1702)
- Moldovai Mihály (16. század)
- Molnár János (1728–1804) író, jezsuita tanár

## N
- Nagy János Keresztély (1732–1803) író, fordító, nyelvújító, jezsuita szerzetes
- Nógrádi Miklós (1617–1681)

## Ny
- Nyéki Vörös Mátyás (1575–1654)

## O, Ó
- Oláh Miklós (1493–1568)
- Orczy Lőrinc (1718–1789)

## P
- Pálóczi Horváth Ádám (1760–1820)
- Pápai Borsáti Ferenc (17. század)
- Pápai Páriz Ferenc (1649–1716)
- Paskó Kristóf (1634–1685)

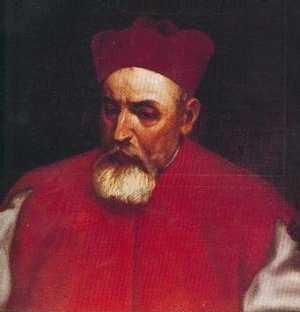
Pázmány Péter

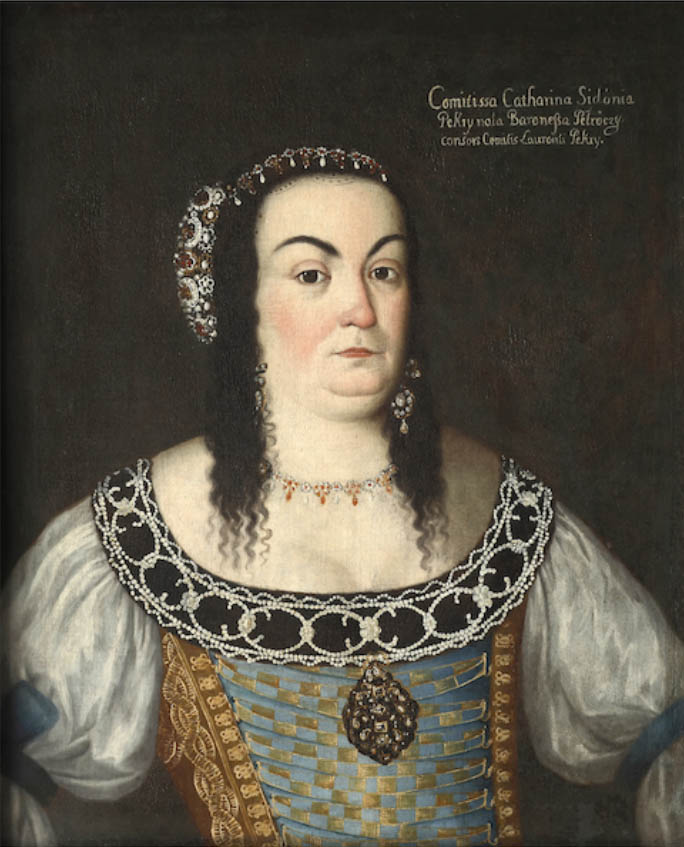
Petrőczy Kata Szidónia

- Pázmándi Horváth Endre (1778–1839)
- Pázmány Miklós (1623?–1662?)
- Pázmány Péter (1570–1637)
- Pathai István (1555–1632)
- Péchi Simon (1570–1643)
- Pécseli Király Imre (1590–1641)
- Péczeli József (1750–1792)
- Pesti Gábor (16. század)
- Péteri Takáts József (1767–1821)
- Pethő Gergely (1570–1629)
- Petkó Zsigmond (?–1690)
- Petrőczy Kata Szidónia (1662–1708)
- Piso Jakab (16. század)
- Pósaházi János (1628–1686)
- Prágai András (1590–1636)

## R
- Ráday Gedeon (1713–1792)
- Radvánszky János (1666–1738)
- Rájnis József (1741–1812)
- II. Rákóczi Ferenc (1676–1735)
- Rákóczi Erzsébet (1654–1707)
- Révai Miklós (1750–1807)
- Rimay János (1570–1631)
- Rosnyai János (XVII. század)

## S
- Sárközi Máté (?–1614)
- Sárosi Márton (?–1641)
- Sylvester János (16. század)

## Sz
- Szabadkai Mihály (15–16. század)
- Szamosközy István (1565–1612)
- Szekér Joakim Alajos (1752–1810)
- Székely István (16. század)
- Szenczi Molnár Albert (1574–1639)
- Szentgyörgyi Gergely (17. század)

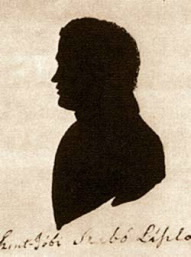
Szentjóbi Szabó László

- Szentjóbi Szabó László (1767–1795)
- Szkhárosi Horvát András (?–1549)
- Szőnyi Benjámin (1717–1794)
- Sztárai Mihály (16. század)

## T
- Tatár Benedek (16. század)
- Telegdy Kata (1550 után – 1599 után)
- Teleki Ferenc (1785–1831)
- Teleki József (1738–1796)
- Temesvári Pelbárt (1435 körül – 1504)
- Thordai János (1597–1636)
- Tinódi Lantos Sebestyén (1510–1556)
- Tolnai István (16–17. század)
- Torda Zsigmond (16. század)

## U, Ú
- Újfalvy Krisztina (1761–1818)
- Ungvárnémeti Tóth László (1788–1820)

## V
- Valkai András (1540–1586)
- Vályi Nagy Ferenc (1765–1820)
- Vásárhelyi András (?–1526)
- Vay Ádámné lásd: Zay Anna
- Velechinus István (?–1633)
- Verancsics Antal (1504–1573)
- Verseghy Ferenc (1757–1822)
- Vilmányi Líbecz Mihály (16. század)
- Virág Benedek (1754?–1830)
- Vitéz János (1408–1472)
- Vitkovics Mihály (1778–1829)

## W

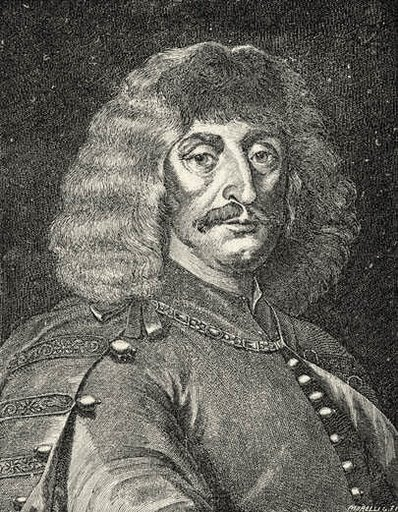
Zrínyi Miklós

- Wathay Ferenc (1568 – 1609 után)

Weöres Sándor

## Z
- Zay Anna (Férje után: Vay Ádámné, ?–1733)
- Zrínyi Miklós (1620–1664)

## Zs
- Zsámboky János (1531–1584)